# Zappacosta
Zappacosta, właśc. Alfred Peter (Alfie) Zappacosta (ur. 1953 w Sorze) – kanadyjski wokalista, wykonawca muzyki pop i rock, a także twórca piosenek.
Karierę rozpoczął w zespole Surrender, który nagrał trzy albumy na przełomie lat 70. i 80. W 1984 wydał swój pierwszy album solowy, zawierający m.in. utwory „Passion” i „We Should Be Lovers”, za który został uhonorowany nagrodą Juno (kanadyjskim odpowiednikiem Grammy) dla najbardziej obiecującego męskiego wokalisty („Most Promising Male Vocalist”). Nagrana w drugiej połowie lat 80. piosenka „Overload” znalazła się na soundtracku z filmu Dirty Dancing.
Mieszka i tworzy w Kanadzie, w której w 2006 odbył trasę koncertową.

## Dyskografia

### Albumy
- Zappacosta (1984)
- A-Z (1986)
- Over 60 Minutes with... Zappacosta (1987)
- Quick!... Don't Ask Any Questions (1990)
- Innocence Ballet (1995)
- Dark Sided Jewel (1999)
- Start Again (2004)
- Bonafide (2007)
- At the Church at Berkeley (2008)

### Single
- „We Should Be Lovers” (1984)
- „Passion” (1984)
- „Start Again” (1985)
- „When I Fall (In Love Again)” (1986)
- „Nothing Can Stand In Your Way” (1986)
- „Turn It On” (1986)
- „I Think About You” (1986)
- „Overload” (1988)
- „Nothing To Do with Love” (1990)
- „Letter Back” (1990)
- „I'll Be the One” (1991)
- „Simple Words to Say” (1991)